# Замок Шаттенбурґ (Форарльберґ)
Замок Шаттенбурґ (нім. Schattenburg) розміщений над містом Фельдкірх землі Форарльберг Австрії і раніше був з містом оборонними мурами. Замок є значним пам'ятником фортифікацій Центральної Європи доби Високого Середньовіччя з однією з найкращих збірок зброї.

## Історія

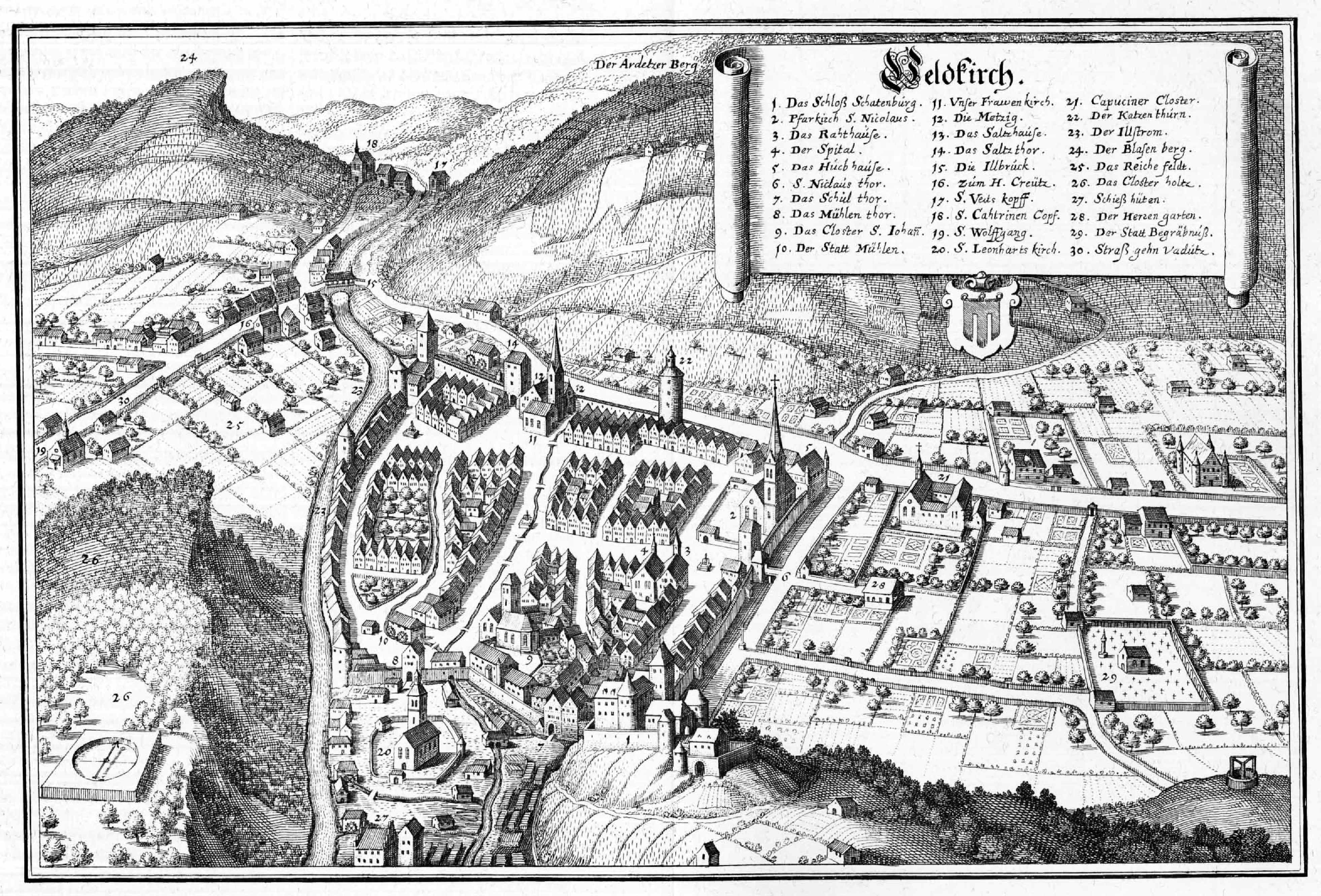
Фельдкірх. На передньому плані замок. Topographia Sueviae. 1643

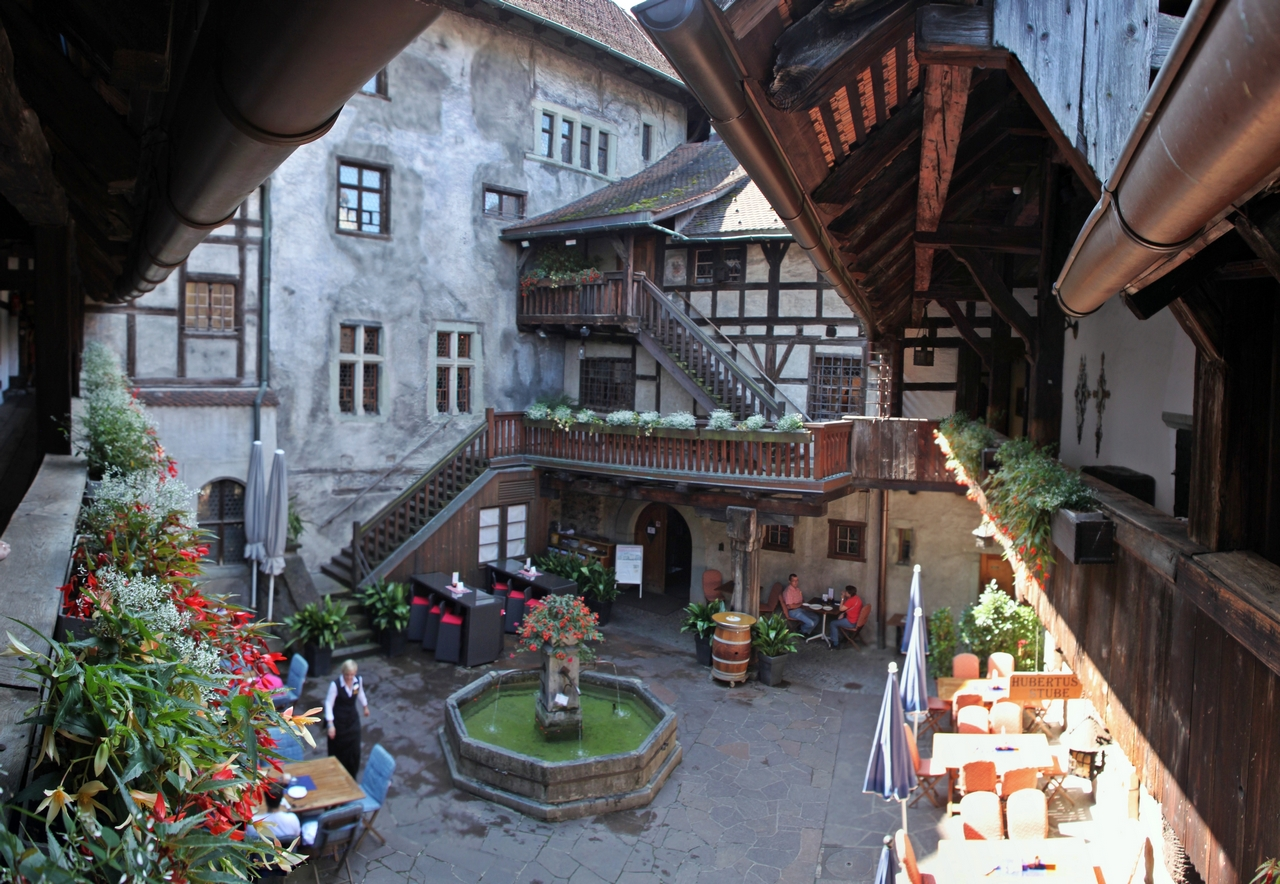
Замковий двір

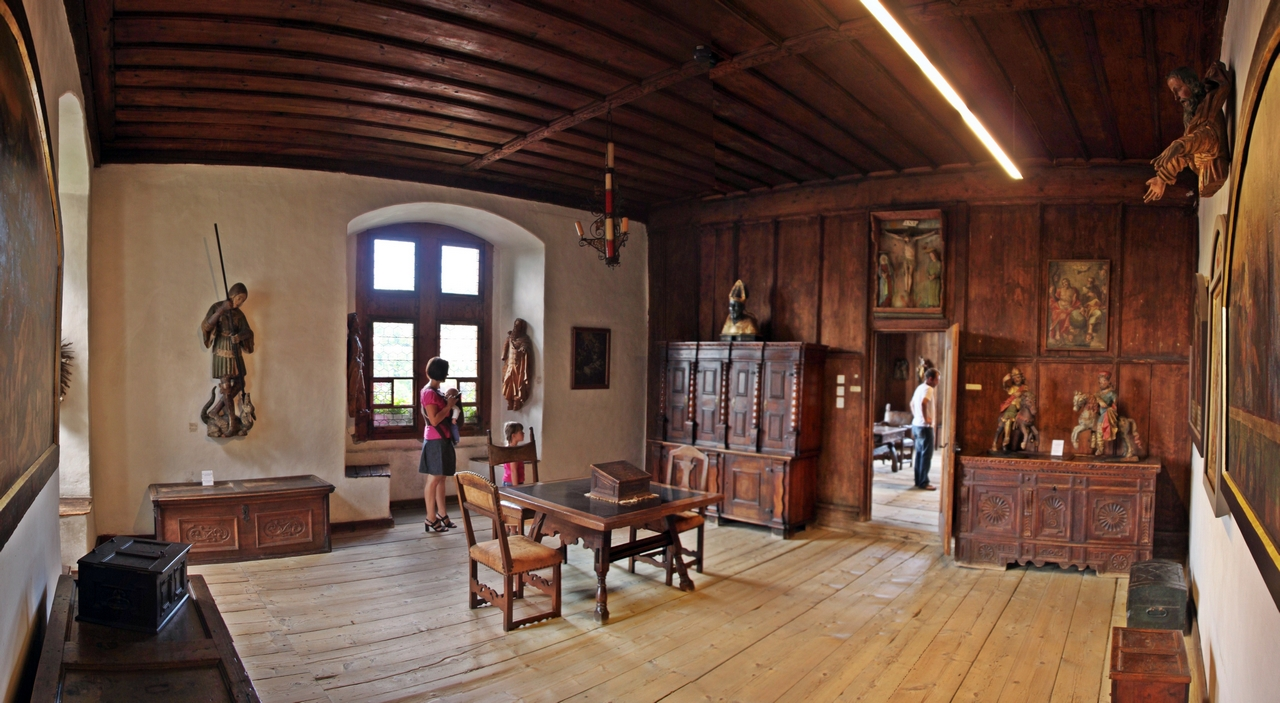
Готична кімната

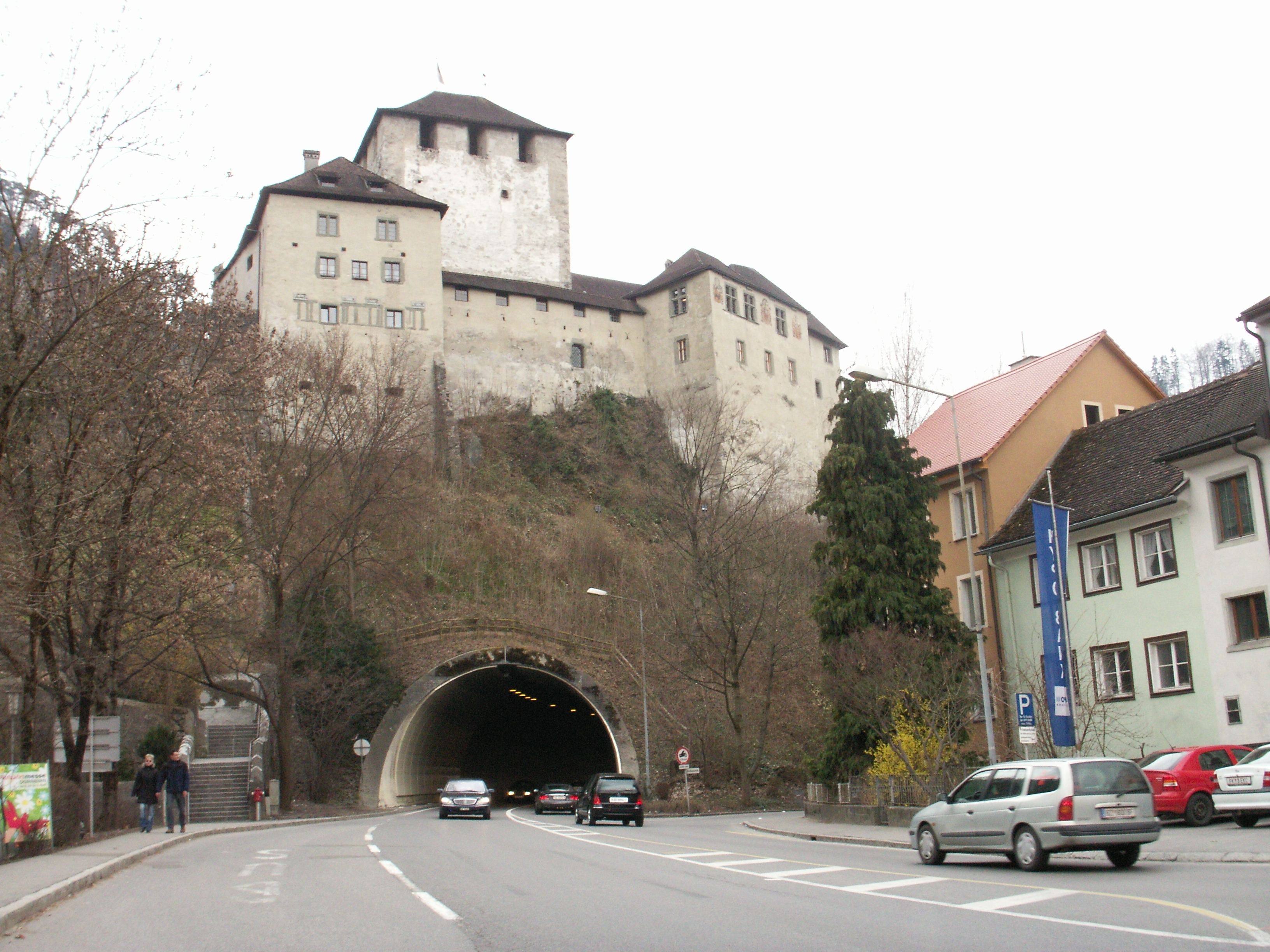
Тунель під замком

Замок збудували близько 1200 граф Гюго разом з містом Фельдкірх. До 1390 року замок був резиденцією графів Монтфорт. Він витримав дві облоги до 1345 року, коли його захопив імператор Людовик IV. З 1375 року замок перейшов під управління війтів, призначених Габсбургами. У 1405 році замок взяли в 18-тижневу облогу загони швейцарців-міщан Фельдкірха. Їм вдалось встановити на скелі требушет і обстрілювати замок. 29 січня 1406 Генріх Вальтер фон Рамшваг і 38-особовий гарнізон капітулювали і замок був спалений. За два роки його відбудували, але в ході війни Сигізмунда I Люксембурга з герцогом Фрідріхом IV замок руйнували 1415, 1417 роках. Король Сигізмунд I надав замок графу Фрідріху VII фон Тоггенбургу, який відновив замок і збудував три крила, що сьогодні визначають його вигляд. Після його смерті 1436 замок перейшов до Габсбургів. У XV ст. подальші перебудови здійснив війт Ганс фон Кьонігсегг (нім. Hans von Königsegg). Тридцятирічна війна принесла 1647 окупацію замку шведами, значення якого після завершення війни занепало. У XVII ст. було здійснено добудову декількох будівель. З 1773 року передали до міста уряд війта, який мешкав до 1794 у замку, де облаштували в'язницю з шести арештів і камери допиту  (1778–1825). Місто Фельдкірх купило замок, де існувала казарма (1831–1850), потім тут була богадільня (до 1914).
З 1912 року заснували краєзнавчий музей і об'єднання для захисту пам'яток міста і замку. В останні дні війни у замку знаходилось командування Вермахту. 17 листопада 1953 року окупаційні французькі підрозділи передали замок місту. У червні 1965 року замок ледь уникнув катастрофічної пожежі.